# Solymosi László (történész)
Solymosi László (Veszprém, 1944. június 25. –) magyar történész, középkorász, diplomáciatörténész, egyetemi tanár, a Magyar Tudományos Akadémia rendes tagja, a történettudomány kandidátusa.

## Élete
1968-1992 között az MTA Történettudományi Intézetének középkorkutatója volt. 1992–2014 között a debreceni Történelmi Intézet oktatója, tanszékvezetője volt. 1993-1997 között a Pázmány Péter Katolikus Egyetemen oktatott. 1997-2000 között Széchenyi professzori ösztöndíjban részesült. 2002–2013 között az Eötvös Loránd Tudományegyetem Bölcsészkarán oktatott, azóta óraadóként jár be. A Debreceni Egyetem Koraújkori Magyar Történeti és Segédtudományi Tanszék professzora, ahol 2014-ben professor emeritus címet kapott.
1972-ben az ELTE-n doktorált középkori magyar történelemből. 1994-től kandidátus, 1996-tól a történelemtudományok doktora. 2010-ben a Magyar Tudományos Akadémia levelező, 2016-ban rendes tagjává választották.
A Magyar Régészeti és Művészettörténeti Társulat, a Magyar Történelmi Társulat és számos egyéb bizottság tagja.

## Díjai, elismerései
- 2014 Fraknói Vilmos-díj
- 2014 Debreceni Egyetem BTK Emlékérme
- 2013 A Magyar Érdemrend tisztikeresztje
- 2010 Magyar Felsőoktatásért Emlékplakett
- 2009 Ipolyi Arnold-díj
- 1974 Akadémiai Ifjúsági Díj

## Művei
- 2022 Szakrális rendeltetésű szolgálónépek az Árpád-kori Magyarországon
- 2016 Szent László sírja, kultusza és szentté avatása. Székfoglaló előadások a Magyar Tudományos Akadémián
- 2015 Az akadémiai könyv- és folyóirat-kiadás. Magyar Tudomány 176/ 4, 392-398.
- 2014 Anyanyelv és jogi írásbeliség a középkori magyar királyságban; MTA, Bp., (Székfoglalók a Magyar Tudományos Akadémián)a
- 2012 Az esztergomi érsek koronázó joga a középkorban. In: Hegedűs András (szerk.): Ius coronandi- Katalógus az Esztergom-Budapesti Főegyházmegye gyűjteményeinek koronázási emlékeiből rendezett kiállításhoz. Esztergom, 5-14.
- 2012 Szőlőbirtok és oklevéladás a középkori Magyarországon. In: Baráth Magdolna - Molnár Antal (szerk.): A történettudomány szolgálatában - Tanulmányok a 70 éves Gecsényi Lajos tiszteletére. Budapest - Győr, 311-323.
- 2011 Debrecen 1361. évi kiváltságlevele. In: Bárány Attila Pál - Papp Klára - Szálkai Tamás (szerk.): Debrecen város 650 éves - Várostörténeti tanulmányok. Debrecen, 9-21.
- 2011 Anyanyelv és jogi írásbeliség a középkori Magyarországon. Történelmi Szemle 53/4, 479-501.
- 2010 Supplementum ad Monumenta civitatis Vesprimiensis (1000–1526) - Veszprém Város Okmánytára. Pótkötet. Veszprém. (tsz. Érszegi Géza)
- 2009 Bortizedfizetés sátornál. In: Bessenyei József - Draskóczy István (szerk.): Pénztörténet, gazdaságtörténet - tanulmányok Buza János 70. születésnapjára. Budapest - Miskolc, 313-321.
- 2008 Die Entwicklung der Schriftlichkeit im Königreich Ungarn vom 11. bis zum 13. Jahrhundert. In: Reinhard Härtel - Günther Hödl - Cesare Scalon - Peter Štih - Christian Domenig (szerk.): Schriftkultur Donau und Adria bis zum 13. Jahrhundert - Akten der Akademie Friesach „Stadt und Kultur im Mittelalter“. Klagenfurt, 483-526.
- 2007 Szakrális rendeltetésű szolgálónépek az Árpád-korban. In: Érszegi Géza (szerk.): Tanulmányok a 950 éves tihanyi alapítólevél tiszteletére. Tihany, 13-30.
- 2006 Az írásbeliség fejlődése a Magyar Királyságban a XI–XIII. században. In: Orosz I. - Mazsu J. - Pallai L. - Pósán L. (szerk.): Magyarság és Európa - tegnap és ma - tanulmányok az Ady Endre Akadémia 15. évfordulójára. Debrecen, 169-194.
- 2002 Az esztergomi székeskáptalan jegyzőkönyve. Budapest.
- 2002 Könyvhasználat a középkor végén - Könyvkölcsönzés a veszprémi székesegyházi könyvtárban. In: Erdő Péter (szerk.): Tanulmányok a magyarországi egyházjog középkori történetéről - Kéziratos kódexek, zsinatok, középkori műfajok. Budapest, 13-68.
- 2000 Veszprém korai történetének néhány kérdése. In: Kredics László (szerk.): Válaszúton - Pogányság - kereszténység, Kelet - Nyugat. Veszprém, 129-157.
- 1998 A földesúri járadékok új rendszere a 13. századi Magyarországon. Budapest.
- 1997 A veszprémi káptalan számadáskönyve, 1495-1534 : krónika, 1526-1558 : javadalmasok és javadalmak, 1550, 1556 (tsz. Kredics László, Madarász Lajos)